# Chi Bootis
Chi Bootis (χ Bootis, förkortad Chi Boo, χ Boo), som är stjärnans Bayer-beteckning, är en ensam stjärna i östra delen av stjärnbilden Björnvaktaren. Den har en skenbar magnitud av 5,31 och är svagt synlig för blotta ögat där ljusföroreningar ej förekommer. Baserat på parallaxmätning inom Hipparcosuppdraget på ca 12,9 mas, beräknas den befinna sig på ett avstånd av ca 252 ljusår (77 parsek) från solen.

## Egenskaper
Chi Bootis är en blå till vit stjärna i huvudserien av spektralklass A2 V. Den har en massa som är ca 2,1 gånger större än solens massa, en radie som är ca 2,2 gånger solens radie och avger ca 37 gånger mer energi än solen från dess fotosfär vid en effektiv temperatur på ca 9 300 K. Stjärnan visar ett överskott av infraröd strålning med en temperatur på 65 K, vilket tyder på att det finns en omgivande skiva av stoft som kretsar kring stjärnan på ett avstånd av ca 123 AE.